# ГРЭС-24
ГРЭС-24 — тепловая электростанция расположенная в г. Новомичуринске Рязанской области. Организационно входит в состав Рязанской ГРЭС, принадлежащей ПАО «ОГК-2».
Установленная электрическая мощность ГРЭС-24 — 310 МВт, тепловая мощность — 32,5 Гкал/ч, основное топливо станции — природный газ.

## История
Станция строилась в рамках общесоюзной научно-технической программы на 1986—1990 годы, когда Совет Министров СССР принял решение о создании первого в мире опытно-промышленного МГД-энергоблока. Но в 1989 году дальнейшее финансирование строительства было признано нецелесообразным. Смонтированное оборудование без МГД-генератора представляло собой обычную паротурбинную установку. 
ГРЭС была введена в эксплуатацию в июле 1990 года.
В 2007 году было решено, что ОАО "НПО «Сатурн» поставит газотурбинную установку мощностью 110 МВт (ГТЭ-110) для модернизации объекта ОАО «ГРЭС-24»
В ноябре 2008 года произошло слияние структур ГРЭС-24 и Рязанской ГРЭС, как юридическое лицо ГРЭС-24 перестала существовать. С тех пор ГРЭС-24 организационно является 7-м энергоблоком Рязанской ГРЭС.
В 2010 году завершилась надстройка паросилового энергоблока газовой турбиной ГТЭ-110 (установлена вместо нереализованного МГД-генератора). Установленная мощность после модернизации — 420 МВт. В 2020 году газовая турбина выведена из эксплуатации.

## Прочее
В честь ГРЭС-24 названа новомичуринская хоккейная команда.